# Joseph Breissand
Joseph Breissand, né le 2 avril 1770 à Sisteron, mort le 2 décembre 1813, à la suite de ses blessures reçues à Dantzig, est un général français de la Révolution et de l’Empire.

## Biographie
Volontaire le 19 mars 1786 dans le régiment d'Aquitaine (35e), il obtient un congé de faveur le 9 octobre 1787, et rentre dans ses foyers.
Capitaine du 1er bataillon de volontaires des Basses-Alpes le 1er septembre 1791, et chef de bataillon le 12 septembre 1792, il fait les campagnes de l'armée des Alpes de 1792 au 30 floréal an III (19 mai 1795). Un coup de feu qu'il a reçu à la cuisse le 8 du même mois (27 avril), à l'attaque du petit Mont-Cenis, le force à quitter son corps.
Placé le 9 thermidor an IV (27 juillet 1796) à la suite de la 19e demi-brigade de ligne, il sert à l'armée d'Italie et y fait les campagnes de l'an IV à l'an VII, et se distingue dans toutes les occasions par son courage, son sang-froid et son habileté. Il commande plusieurs places en Italie, depuis le 22 septembre 1797 jusqu'à la capitulation de Rome en 1798.
En cette dernière année il commande Pérouse lorsqu'une insurrection, causée par une division d'opinions entre les habitants, éclate dans celle place. Déjà le sang a coulé, et il va ruisseler de toutes parts, lorsque le chef de bataillon Breissand se rend sur la place publique, fend la foule, et adresse aux citoyens une harangue éloquente et persuasive en langue italienne. En vain quelques furieux menacent sa vie, dirigent des armes à feu et des épées nues contre lui ; Breissand, conservant son sang-froid, parvient, malgré le péril imminent qui menace sa tête, à calmer la multitude, et à rétablir l'ordre et la tranquillité. Les habitants placent son buste dans l'hôtel de ville comme témoignage de leur reconnaissance. Au combat de Sutri (États romains), le 22 thermidor an VII (9 août 1799), il culbute la cavalerie autrichienne et reçoit dans cet engagement un coup de sabre à la main gauche.
Rentré en France, il y prend le 1er germinal an VIII le commandement du bataillon supplémentaire de la 19e demi-brigade d'infanterie de ligne, fait avec ce corps la campagne de l'an VIII à l'armée des Grisons, devient sur la proposition du général en chef Brune, chef de la 3e demi-brigade provisoire, dite d'Orient, le 1er thermidor de cette année (17 juillet 1800), et sert à l'armée d'observation du Midi de l'an IX à l'an XI.
Colonel du 35e régiment de ligne le 23 frimaire an XII (15 décembre 1803), officier de la Légion d'honneur le 25 prairial (14 juin 1804), employé à l'armée gallo-batave de l'an XII à l'an XIII (1804-1805). Il sert de 1806 à 1810, aux armées d'Italie et d'Allemagne, où il se distingue en plusieurs occasions. Il fait la campagne d'Autriche de 1805, celle de la Grande Armée en Prusse et en Pologne (1806 et 1807), et passe à l'armée d'Italie en 1809.
Attaqué dans la place de Pordenone, le 15 avril 1809, par 4 000 Autrichiens, le 35erégiment de ligne oppose, pendant six heures, la résistance la plus héroïque aux efforts de l'ennemi ; son colonel, atteint de deux coups de sabre, dont l'un à l'avant-bras droit et l'autre à l'épaule, entouré d'hommes tués, et soutenu par quelques sapeurs blessés, se défend encore, contre un peloton de Hongrois, avec un fusil qu'il n'a pu recharger, lorsqu'il est fait prisonnier. L'archiduc Jean, frappé d'admiration pour la bravoure qu'a déployée le colonel Breissand, lui offre les secours dont il peut avoir besoin :
« Je n'ai rien à demander à Votre Altesse impériale, répond cet officier, si ce n'est qu'elle veuille bien avoir pour mes malheureux compagnons d'armes les égards dus à leur courage, et me faire rendre mon épée et ma décoration, que j'ai perdues dans le combat. » « Un brave tel que vous ne doit pas rester désarmé ; prenez cette arme, dont vous savez faire un si noble usage, lui dit l'archiduc, en lui ceignant sa propre épée ; et je vais donner des ordres pour que la décoration, dont vous êtes si digne, vous soit remise, si on peut la retrouver sur le champ de bataille. »
L'Empereur le nomme baron de l'Empire le 15 août suivant, et lui octroie une dotation de 4 000 francs. Il l'envoie en Espagne en 1811, et le roi Joseph lui confie le gouvernement de la province d'Ávila où il sait maintenir la discipline la plus sévère parmi ses troupes. Par sa conduite loyale et désintéressée, il se concilie l'estime et l'affection des habitants, dont il emporte les regrets lorsqu'il quitte cette contrée.
Promu général de brigade le 6 août, il reçoit le 14 décembre l'ordre de se rendre au 1er corps d'observation de l’Elbe, et le 15 mai 1812 à la 2e division de réserve de la Grande Armée. Il fait la campagne de Russie (1812), après laquelle il rejoint les troupes chargées de la défense de Dantzig, sous les ordres du général Heudelet. Il y rend d'importants services en diverses occasions, où il se couvre de gloire, se fait remarquer dans différentes sorties de la garnison, et est honorablement cité dans les rapports adressés au gouvernement par le général Rapp, qui commande en chef dans cette place. il reçoit la croix de commandant de la Légion d'honneur le 26 juin 1813.
Atteint, le 1er décembre 1813 d'une balle à la tête, qu'il a reçue dans une sortie qu'il a dirigée, il meurt le lendemain des suites de sa blessure.

## État de service
- Volontaire au régiment d'Aquitaine (19 mars 1786) ;
- Obtint un congé de faveur (9 octobre 1787) ;
- Capitaine du 1er bataillon de volontaires des Basses-Alpes (1er septembre 1791) ;
- Lieutenant-colonel (1er mai 1792) ;
- Chef de bataillon (12 septembre 1792) ;
- Commandant de Pérouse (1798) ;
- Commandant du bataillon supplémentaire de la 19e demi-brigade infanterie de ligne (1er germinal an VIII) ;
- Chef de la 3e demi-brigade provisoire, dite d'Orient (1er thermidor an VIII : 17 juillet 1800) ;
- Colonel du 35e régiment de ligne (23 frimaire an XII : 15 décembre 1803),
- Gouverneur militaire de la province d'Ávila (1811) ;
- Général de brigade (6 août 1811) ;
- Commandant d'une brigade de l'armée de Portugal (6 août 1811 - 14 décembre 1811) ;
- Commandant d'une brigade de la 4e division du 1er corps d'observation de l’Elbe (14 décembre 1811 - 15 décembre 1812) ;
- Commandant de la 1re brigade de la 2e division de réserve de la Grande Armée (15 mai 1812 - 4 juillet 1812) ;
- Commandant de la 1re brigade de la 30e division d'infanterie du 11e corps de la Grande Armée (4 juillet 1812 - 2 décembre 1813).

## Campagnes
- Armée des Alpes (1792 - 19 mai 1795) ;
- Armée d'Italie :
  - campagnes d'Italie (an IV-an VII), combat de Sutri (États romains) le 9 août 1799) ;
- Armée des Grisons (an VIII) ;
- Corps d'observation du Midi (an IX-an XI) ;
- Armée gallo-batave (1804-1805)
- Armées d'Italie et d'Allemagne (1806-1810) ;
- Campagne d'Autriche (1805) de l'an XIV ;
- Campagne de Prusse (1806) ;
- Campagne de Pologne (1807) ;
- Armée d'Italie (1809) ;
- Campagne d'Espagne (1811) ;
- Campagne de Russie (1812) ;
- Siège de Dantzig.

### Campagnes de captivité
Prisonnier de guerre par les Autrichiens, à Pordenone (Italie), le 15 avril 1809, il est rapidement libéré à la fin de la campagne de 1809 et la paix signée avec l’Autriche.

## Faits d'armes
- Attaqué dans la place de Pordenone, le 15 avril 1809, par 4 000 Autrichiens, le 35e oppose, pendant six heures, la résistance la plus héroïque aux efforts de l'ennemi ; son colonel, atteint de deux coups de sabre, dont l'un à l'avant-bras droit et l'autre à l'épaule, entouré d'hommes tués, et soutenu par quelques sapeurs blessés, se défend encore, contre un peloton de Hongrois, avec un fusil qu'il n'a pu recharger, lorsqu'il est fait prisonnier.

## Blessures
- Un coup de feu qu'il reçut à la cuisse à l'attaque du Petit Mont-Cenis (27 avril 1795), le force de quitter son corps ;
- Reçoit un coup de sabre à la main gauche, en culbutant la cavalerie autrichienne, au combat de Sutri (États romains) (9 août 1799) ;
- Reçoit deux coups de sabre, l’un au bras droit et l’autre à l’épaule, à Pordenone (15 avril 1809) ;
- Atteint d'un coup de feu mortel à la tête au siège de Dantzig (1er décembre 1813).

## Décorations
- Légion d'honneur :
  - Officier (par décret du Premier Consul du 14 juin 1804, puis,
  - Commandant de la Légion d'honneur, par décret impérial du 26 juin 1813.

## Titres
- Baron de l'Empire (lettres patentes du 15 août 1809).

## Hommage, Honneurs, Mentions…
En reconnaissance de ses services, la ville de Pérouse charge un sculpteur habile de faire deux bustes du commandant Breissand ; elle en conserve un pour elle, et fait remettre l'autre à cet officier.
Les casernes de Jausiers(Alpes de Haute Provence)où tenaient garnison jusqu'à sa dissolution plusieurs compagnies du 11° Bataillon de Chasseurs Alpins, portaient le nom de "Quartier BREISSAND".

## Pensions, rentes, etc.
- Avec son titre de baron, on lui octroya une dotation de 4 000 francs.

## Armoiries
| Figure | Blasonnement |
|        | Armes du baron Breissand et de l'Empire Parti : au 1, d'azur, à une licorne assise d'argent; au 2, coupé du quartier des Barons militaires de l'Empire et d'argent, à deux branches en cercle, l'une à dextre d'olivier, l'autre à senestre de chêne, le tout de sinople., |